# André Campra
André Campra (botezat pe 4 decembrie 1660, Aix-en-Provence – d. 29 iunie 1744, Versailles) a fost un compozitor francez. 

## Biografie
Din punct de vedere cronologic  în istoria muzicală este situat între Jean-Baptiste Lully și Jean-Philippe Rameau, participând la apariția unor forme noi în opera franceză.
După ce a fost format la catedrala Saint-Sauveur din Aix-en-Provence, accede în doar câțiva ani la postul de profesor muzician la Notre-Dame de Paris, după ce a fost în aceeași postură la Toulon, Arles (la catedrala Saint-Trophime) și la catedrala Saint-Etienne din Toulouse. Va deveni astfel inspector general, dirijând de asemenea muzicienii și pajii Capelei regale (cu precădere cântăreți –cântăreți bisericești – adulți și tineri în curs de formare) fiind unul dintre cei doi compozitori „obișnuiți”, până ce se retrage în 1735 din motive de sănătate. 
Este autorul a numeroase opere profane mai ales în domeniul operei de balet (pentru care a fost un adevărat creator). Va compune un număr important de partituri religioase. Unele dintre marile sale motete au rămas celebre (mai ales Requiemul).
Culmea gloriei sale a fost  în perioada Regenței (1715-1723), Campra fiind adulat până în ultimii ani ai vieții sale. 

## Deces
Moare la Versaille în 29 iunie 1744, la vârsta de 83 de ani. Testamentul său ni-l arată, destul de curios, sărac, infirm, izolat în micul său apartament, în compania a doi servitori. Când a murit, opera sa, deși era încă vie difuzată în provincie se va menține în repertoriu pentru mai mult de douăzeci de ani.